# Polymixis rosinata
Polymixis rosinata är en fjärilsart som beskrevs av Charles Oberthür 1918. Polymixis rosinata ingår i släktet Polymixis och familjen nattflyn. Inga underarter finns listade i Catalogue of Life.